# Ismael Rueda Sierra

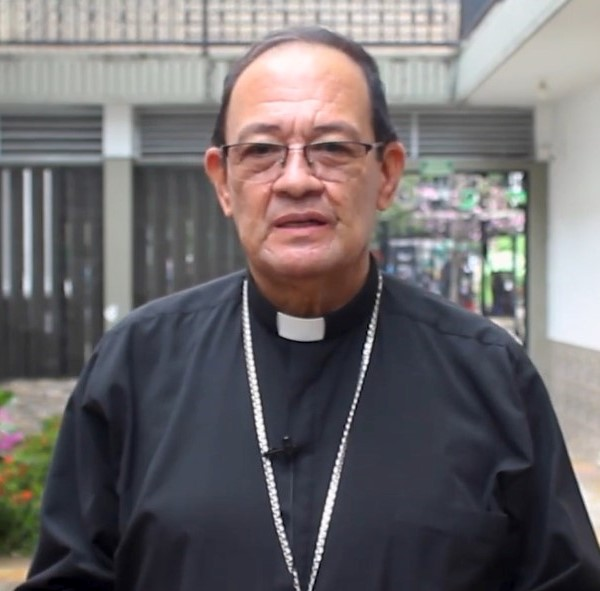
Ismael Rueda Sierra

Ismael Rueda Sierra (* 11. Mai 1950 in Suaita) ist Erzbischof von Bucaramanga.

## Leben
Ismael Rueda Sierra studierte an den Seminaren von San Gil, ehe er sich für ein Theologiestudium an der Universität San Buenaventura in Bogotá einschrieb. Er empfing am 22. August 1981 die Priesterweihe und absolvierte ein theologisches Aufbaustudium am theologisch-pastoralen Institut des CELAM. Rueda wurde 1988 in den Klerus des Bistums Girardot inkardiniert. Bereits 1982 wurde er Leiter der Sektion für Jugendarbeit des CELAM in Bogotá. Ab 1997 war er Regens des Priesterseminars des Bistums Girardot.
Papst Johannes Paul II. ernannte ihn am 20. Dezember 2000 zum Titularbischof von Buruni und Weihbischof in Cartagena. Der Bischof von Girardot, Jorge Ardila Serrano, spendete ihm am 9. September desselben Jahres die Bischofsweihe; Mitkonsekratoren waren Carlos José Ruiseco Vieira, Erzbischof von Cartagena, und Flavio Calle Zapata, Bischof von Sonsón-Rionegro.
Am 27. Juni 2003 wurde er zum Bischof von Socorro y San Gil ernannt. Am 13. Februar 2009 wurde er zum Erzbischof von Bucaramanga ernannt und am 2. Mai desselben Jahres in das Amt eingeführt. 